# تاتو روی اندام جنسی

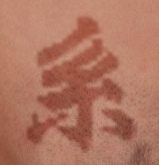
خالکوبی(系) با شخصیت چینی روی بدن یک دختر.

خالکوبی تناسلی خال کوبی است که به اندام تناسلی مربوط است. اگرچه خالکوبی‌ها به‌طور فزاینده ای محبوب هستند، به ویژه در غرب و در میان افراد جوان، اما خالکوبی‌های تناسلی هنوز متداول نیستند. دلایل متعددی وجود دارد: ناحیه تناسلی حساس است، اغلب آشکارا قابل مشاهده نیست و اغلب با موها پوشیده شده‌است. بعضی از هنرمندان خال کوبی نیز به دلایل مختلف از تاتو کردن در چنین مکان‌های حساس اجتناب می‌کنند.

## دلایل خالکوبی جنسی
دلایل بسیاری وجود دارد که چرا کسی تصمیم دارد که خالکوبی جنسی داشته باشد. این اغلب به عنوان تزیین کار می‌کند؛ طراحی ایجاد شده برای بهبود ظاهر ناحیه تناسلی یا ایجاد یک ظاهر عجیب و غریب استفاده می‌شوند. مردان گاهی اوقات تاتوهای تناسلی را بخشی از طراحی بزرگتر می‌بینند و آن را مانند «خرطوم» یا «تنه» فیل می‌بینند. زنان نیز بخش‌هایی از حیوانات یا چهره خود را خالکوبی می‌کنند. این تمرین به مدت طولانی بخشی از خال کوبی است و گاهی اوقات نوک سینه‌ها یا سایر قسمت‌های بدن در طراحی گنجانده شده‌است.
برخی از افراد که تمام بدن خود را به عنوان بخشی از پوشش بدن خالکوبی کرده‌اند شامل تاتوهای تناسلی برای تکمیل طراحی است. دیگران از آن در فعالیت‌های بی دی اس ام برای نشان دادن سلطه یا برده استفاده می‌کنند.